# Rhypopteryx dracontea
Rhypopteryx dracontea är en fjärilsart som beskrevs av Jean Romieux 1935. Rhypopteryx dracontea ingår i släktet Rhypopteryx och familjen tofsspinnare. Inga underarter finns listade.